# Vairé
Vairé – miejscowość i gmina we Francji, w regionie Kraj Loary, w departamencie Wandea.
Według danych na rok 1990 gminę zamieszkiwały 942 osoby, a gęstość zaludnienia wynosiła 33 osób/km² (wśród 1504 gmin Kraju Loary Vairé plasuje się na 602. miejscu pod względem liczby ludności, natomiast pod względem powierzchni na miejscu 315.).